# Wenn vier dasselbe tun (1917)
Wenn vier dasselbe tun ist ein deutsches Stummfilmlustspiel in drei Akten von Ernst Lubitsch aus dem Jahr 1917.

## Inhalt
Der Witwer Seegstoff will eigentlich nur einen ruhigen Lebensabend zusammen mit seiner Tochter erleben. Er holt das quirlige Mädchen daher aus dem Pensionat. Auf der Zugfahrt nach Hause trifft seine Tochter auf den Dichter Tobias Schmalzstich, der bei der strengen Buchhändlerin Lange, die auch seine Vermieterin ist, als Kommis zu arbeiten anfangen will. Sie verliebt sich in ihn und sorgt damit für ein heilloses Durcheinander.
Auch Witwer Seegstoff verliebt sich und zwar prompt in die Buchhändlerin Lange, um die er in der Folge mit allerlei List wirbt. Nachdem alle vier einen Witwenball besucht haben, finden beide Paare endlich zusammen.

## Produktion
Die Dreharbeiten für Wenn vier dasselbe tun fanden in den Ufa-Union-Ateliers in Tempelhof bei Berlin statt. Die Bauten des Films stammen von Kurt Richter. Der Film zeigte Ossi Oswalda in ihrer ersten Hauptrolle. Die Zensur belegte Wenn vier dasselbe tun, der eine Länge von 1076 Metern hatte, im Oktober 1917 mit einem Jugendverbot. Der Film wurde am 16. November 1917 im U.T. Nollendorfplatz und dem U.T. Kurfürstendamm in Berlin uraufgeführt.

## Kritik
Die zeitgenössische Kritik bewertete Wenn vier dasselbe tun mit „Humoristik gut, Tanzschul- und Traumszenen, sowie Spiel und Photos sehr gut.“ Der Kinematograph zeigte sich vom Film angetan:

„Wie aus den Vieren zwei Paare werden, ist mit so köstlichem Humor erdacht und mit wahrer Virtuosität gespielt, daß helles Entzücken einen noch nachträglich erfaßt. Da ist nur Sonnenschein, aus dem der angeborene Humor leuchtet. Die Zwischentitel spiegeln das Vergnügen wider, das die Verfasser beim Arbeiten gehabt haben.“

Der Film beschrieb Wenn vier dasselbe tun als „sehr fein und geschmackvoll inszeniertes Union-Lustspiel“.

„Ossi Oswalda, die ihr liebenswürdiges Talent von Rolle zu Rolle immer erquickender zu entfalten versteht, zeigt sich in diesem Bilde, dessen glänzende, amüsante Handlung und hervorragende Durchführung besonders zu vermerken sind, als eine entzückende Meisterin des Filmspiels. Dieses Lustspiel ist eines starken Publikumserfolges sicher und wird die Lacher überall auf seiner Seite haben.“